# 중앙길 (서울)
중앙길(Jungang-gil)은 서울특별시 관악구 중앙동에서 성현동까지 연결하는 서울특별시도로, 총 연장은 755m이다. 도로의 명칭이 유래된 것은 행정구역명인 중앙동을 이용하여 명명되었다.

## 역사
- 2010년 6월 3일 : 도로명으로 중앙길을 고시

## 주요 경유지
- 관악구
  - 중앙동 - 성현동

## 접촉하는 도로
- 관악로
- 은천로

## 주요 건물 및 시설
- 누리하우스 (중앙길 30/봉천동 41-775)
- 노블캐슬 (중앙길 41/봉천동 49-13)
- 예진빌라 (중앙길 56/봉천동 49-15)
- 다정빌 (중앙길 61/봉천동 49-5)
- 선민타운비이동 (중앙길 65/봉천동 49-59)
- 행복한그집 (중앙길 67/봉천동 49-60)
- 화은빌 (중앙길 68/봉천동 50-51)
- 희망오름 (중앙길 75/봉천동 50-195)
- 동양파크빌 (중앙길 83/봉천동 457-155)
- 금강산빌라 (중앙길 84/봉천동 458-52)
- 현대파라곤 (중앙길 87/봉천동 457-161)
- 밀레니엄맨션 (중앙길 95/봉천동 457-404)
- 동부파크빌 (중앙길 104/봉천동 457-373)
- 신봉아트빌라 (중앙길 118/봉천동 466-24)
- 지리산하우스3차 (중앙길 120/봉천동 466-23)
- 은선파인빌 (중앙길 133/봉천동 464-41)